# Egesina umbrina
Egesina umbrina là một loài bọ cánh cứng trong họ Cerambycidae.